# Odontocera auropilosa
Odontocera auropilosa är en skalbaggsart som beskrevs av Friedrich F. Tippmann 1953. Odontocera auropilosa ingår i släktet Odontocera och familjen långhorningar. Inga underarter finns listade i Catalogue of Life.